# Эберштадт (Вюртемберг)
Эберштадт (нем. Eberstadt) — община в Германии, в земле Баден-Вюртемберг.
Подчиняется административному округу Штутгарт. Входит в состав района Хайльбронн. Подчиняется управлению «Раум Вайнсберг». Население составляет 3161 человек (на 31 декабря 2010 года). Занимает площадь 12,5 км².
Коммуна подразделяется на 5 сельских округов.

## Фотографии

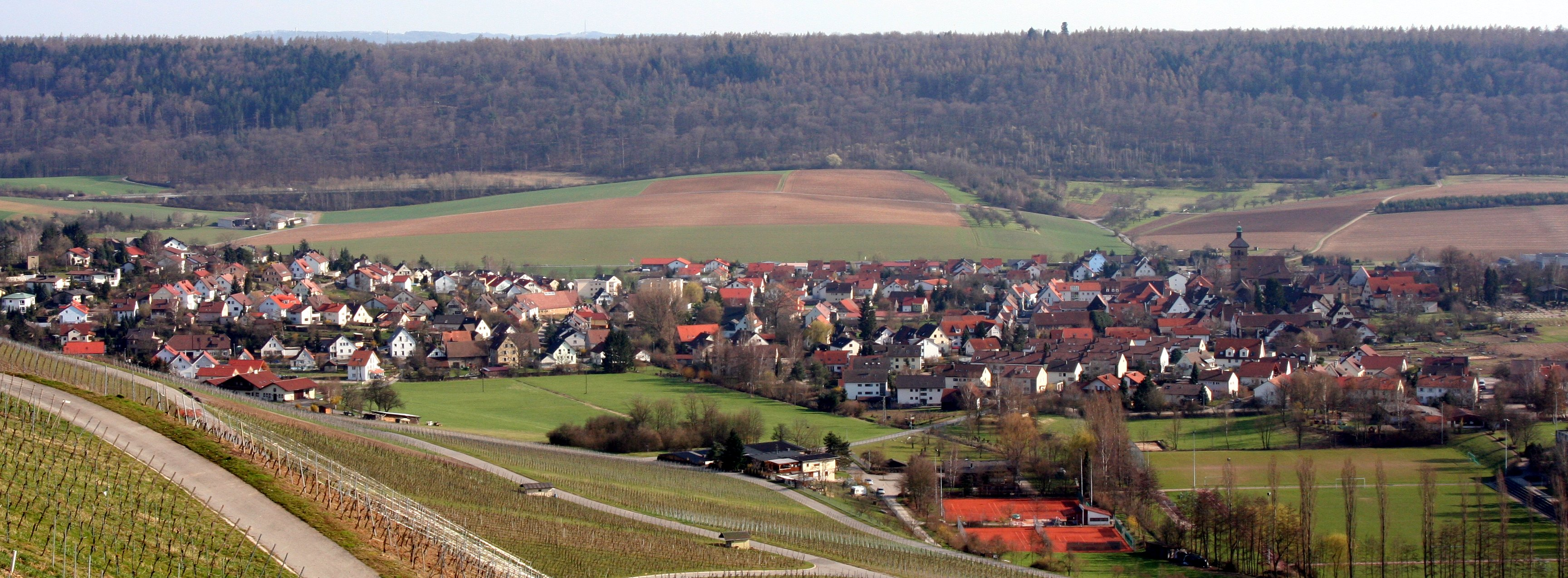
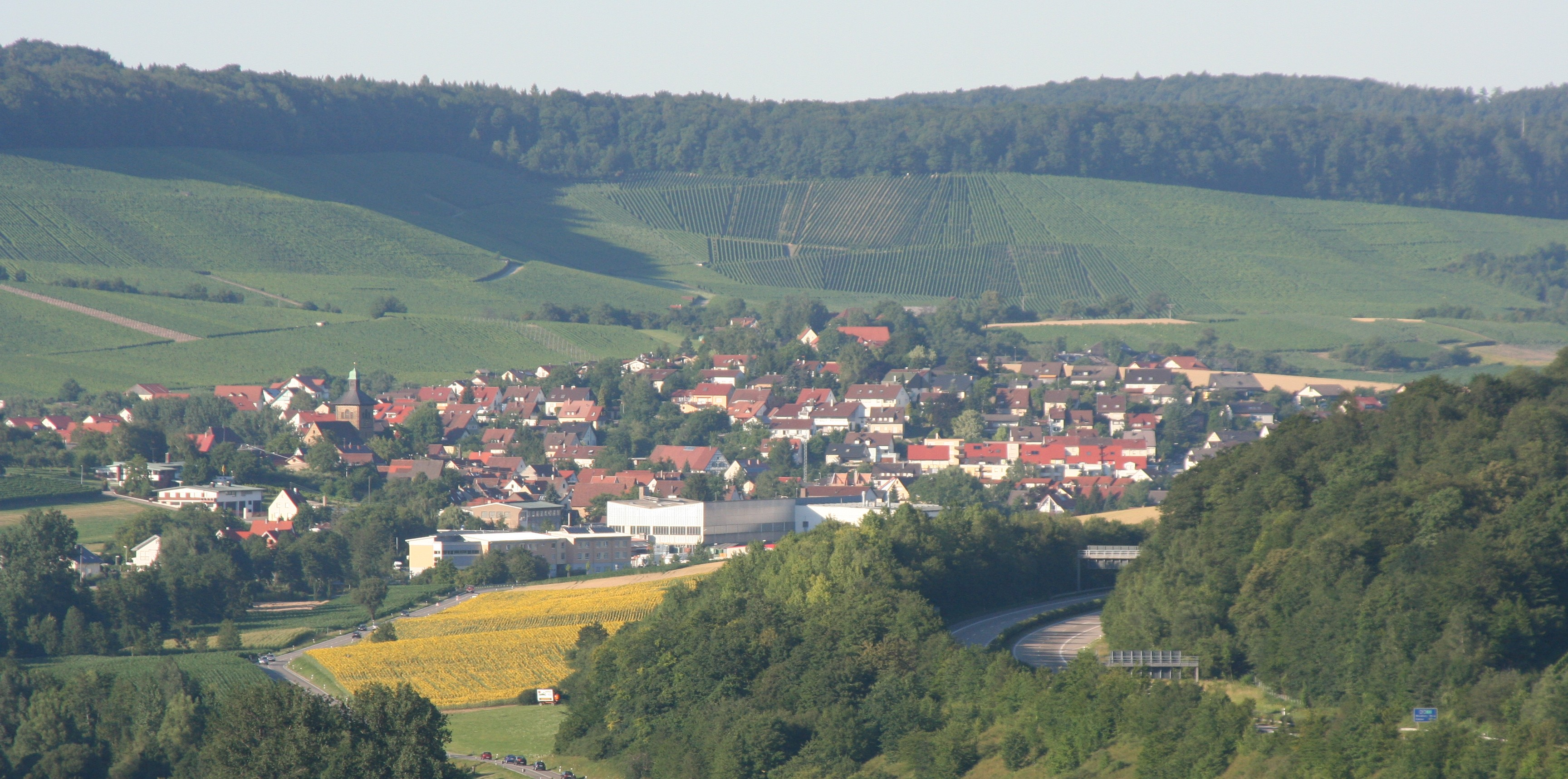
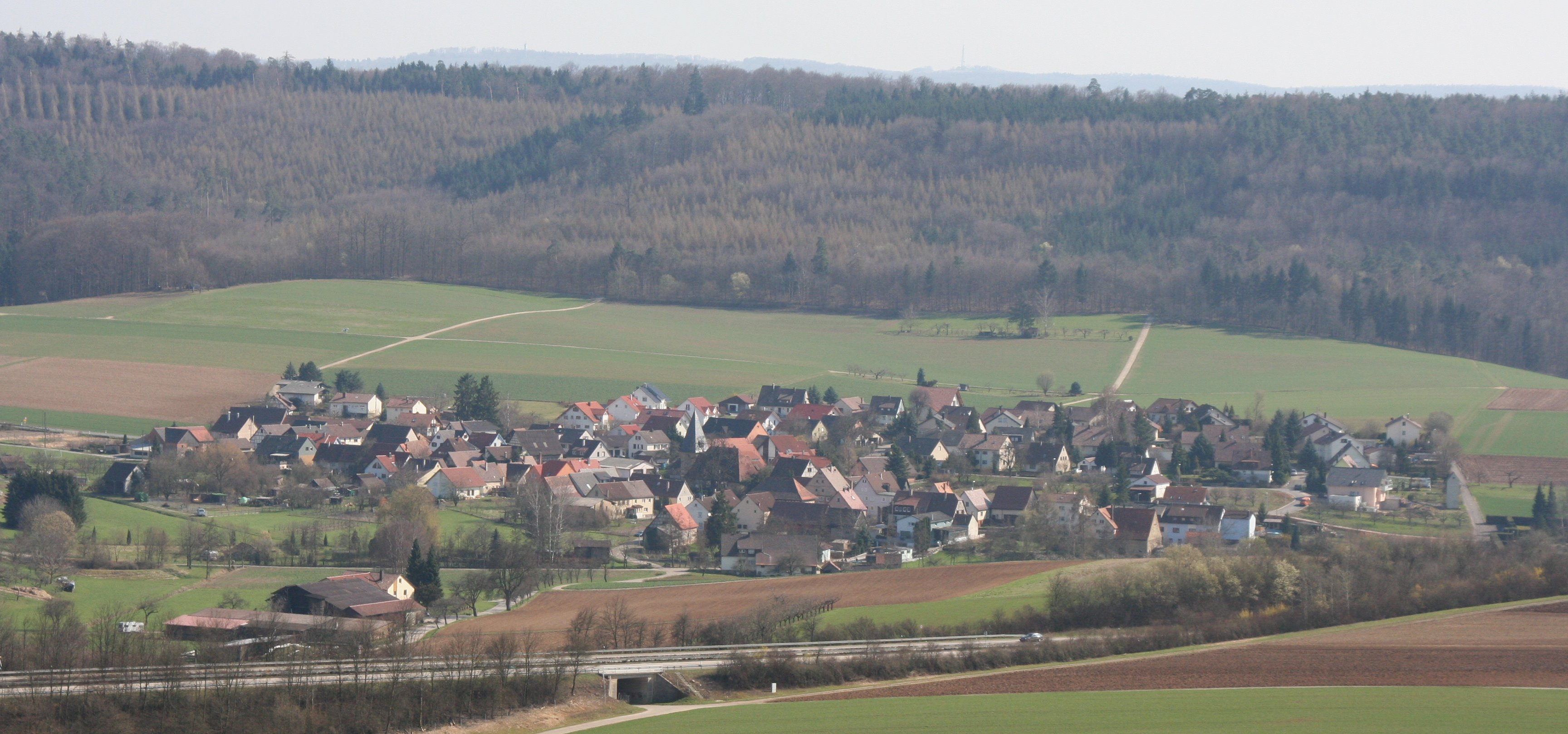
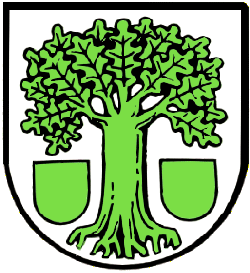